# Johnson-papyrusen

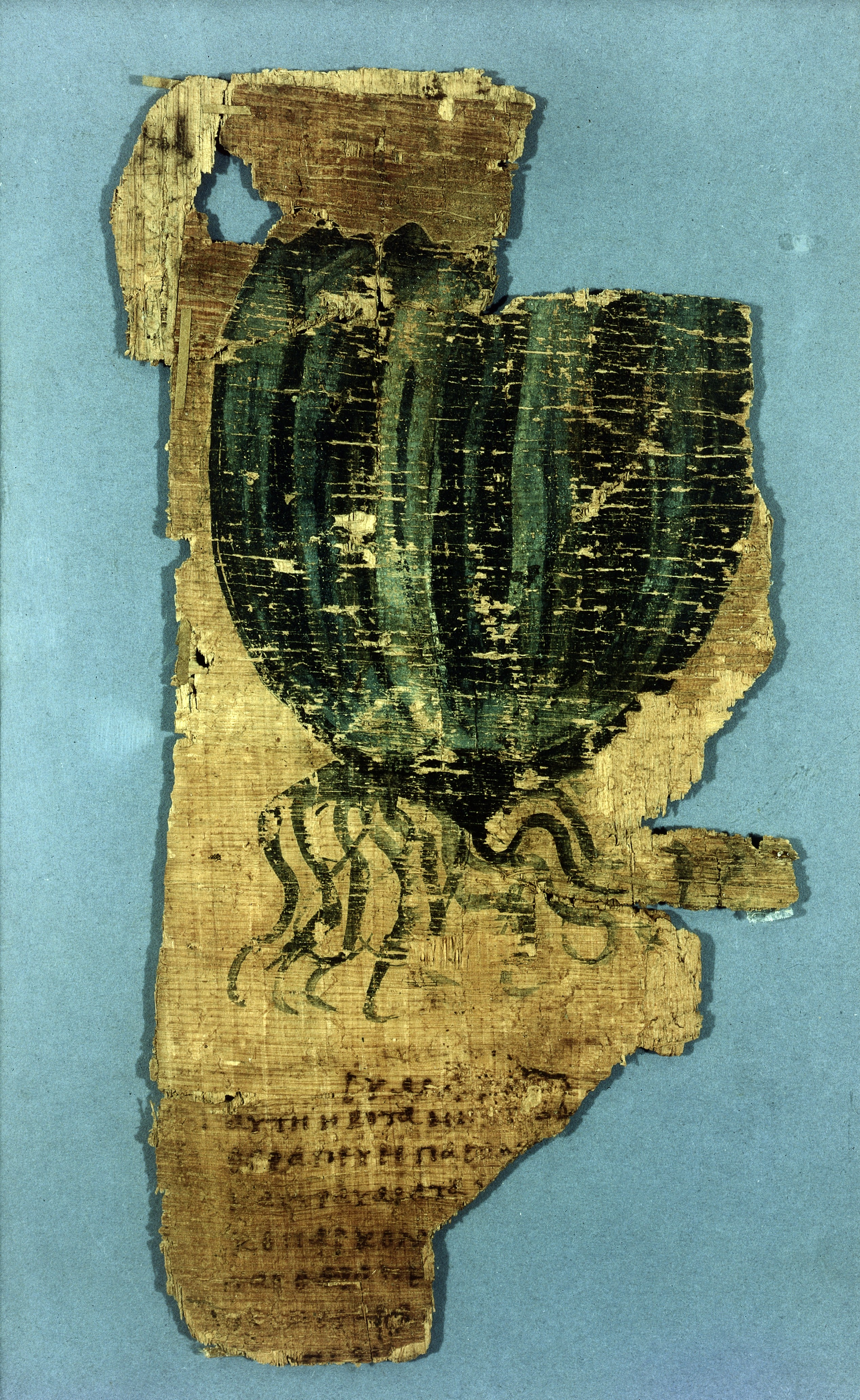
Johnson-papyrusen.

Johnson-papyrusen (WMS. 5753) är ett papyrusfynd från antikens Egypten och innehåller den äldsta bevarade teckningen av en medicinalväxt. Manuskriptet dateras till cirka 400-talet e.Kr. och förvaras idag på Wellcome Library i London.

## Manuskriptet
Johnson-papyrusen är endast en fragmenterad papyrusbit med två teckningar och lite text, fragmentets storlek är cirka 23 × 11 cm.
Teckningarna är i färg, teckningen på rectosidan föreställer en "sumfuion" (troligen en Äkta vallört, Symphytum officinale), teckningen på versosidan föreställer en "phlommos" (en oidentifierad växt, möjligen ett kungsljus), texten på rectosidan omfattar 8 rader och texten på versosidan omfattar 10 rader.
Texten är skriven på Klassisk grekiska och manuskriptet dateras till cirka 400 e. Kr. under det Bysantinska riket.

## Historia
Papyrusfragmentet upptäcktes 1904 av brittiske John de M Johnson kring Antinoë i Egypten under utgrävningar i Egypt Exploration Societys regi.
Möjligen härstammar fragmentet från en tidig version av den grekiske Pedanius Dioskorides skrifter om växter.
I juli 1914 publicerade Johnson en beskrivning i tidskriften "Journal of Egyptian Archaeology" (Vol 1, No 3). 
Manuskriptets arkivnummer på Wellcome Library är WMS. 5753.